# Glosa (taal)
Glosa is een internationale hulptaal, die in de jaren 1972-1992 werd vervaardigd door Wendy Ashby en Ross Clark. De taal kwam tot stand op basis van het Interglossa, een uit 1943 daterend ontwerp van Lancelot Hogben.
Het is een isolerende taal, dat wil zeggen dat grammaticale functies worden weergegeven door aparte woorden in plaats van verbuigingen. Een woord kan in het Glosa zowel werkwoord, zelfstandig naamwoord, bijvoeglijk naamwoord en voorzetsel zijn. Afgezien daarvan heeft het Glosa geen duidelijk omlijnde grammatica, en maakt in plaats daarvan vooral gebruik van de Engelse; dit is ook het voornaamste bezwaar van de critici.
De woordenschat van Glosa bestaat uit 1000 basiswoorden (Glosa 1000, Centra Glosa), die deel uitmaken van een totale woordenschat van ongeveer 6000 (Glosa 6000, Mega Glosa). Zoals de meeste andere euroklonen is de woordenschat geheel van Europese afkomst. Wat echter ongebruikelijk is, is dat naast het Latijn ook veel woorden zijn ontleend aan het Oudgrieks. De naam van de taal zelf is gebaseerd op het Griekse woord voor "taal", glossa.
De uitspraak is regelmatig en neigt naar die van het Italiaans. De taal gebruikt het Latijnse alfabet en kent geen diakritische tekens. Dubbele klinkers of medeklinkers komen niet voor.
Ondanks een zekere aantrekkingskracht op liefhebbers van kunsttalen is het aantal actieve gebruikers van de taal zeer beperkt gebleven.

## Voorbeeld
Het Onze vader:
Na parenta in Urani;
na volu; Tu nima gene revero.
Tu krati veni;
Tu tende gene akti
epi Geo homo in Urani Place;
don a na nu-di na di-pane;
e Tu pardo na plu mali akti.
Metro na pardo mu; qui akti mali de na.
E ne dirige na a plu moli ofere;
sed libe na ab mali.
Ka Tu tena u krati, u dina
e un eufamo pan tem.